# Souvrství Fruitland

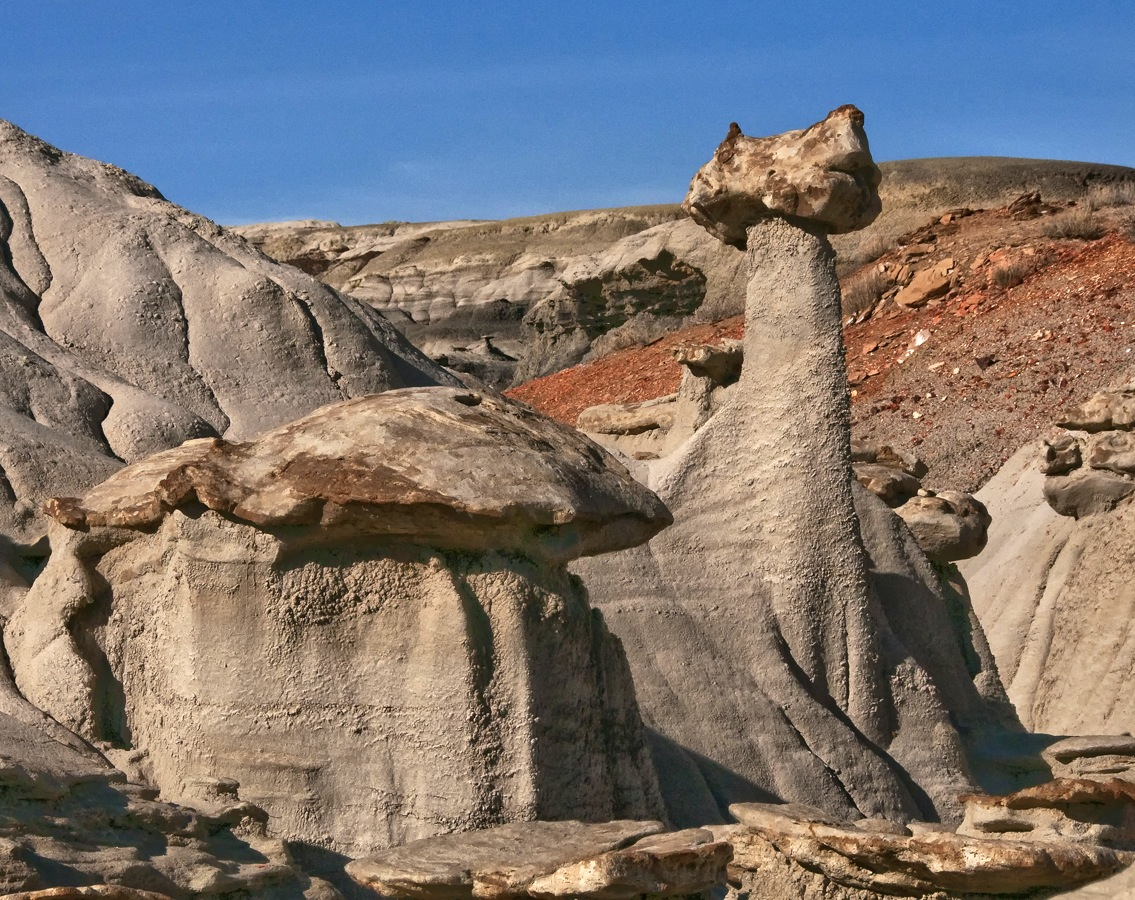
Snímek výchozů souvrství Fruitland (pustina Bisti).

Souvrství Fruitland je geologickou formací na území Nového Mexika a Colorada v USA. Stáří těchto sedimentů činí 76,3 až 75 milionů let (věk kampán, pozdní křída).

## Charakteristika
Převažujícím typem horniny v tomto souvrství je pískovec, jílovitá břidlice a uhlí. Nejvýznamnějšími objevy fosilií jsou dinosauři.

## Dinosauří fauna
Rohatí dinosauři
- Pentaceratops sternbergii[4]

Ornitopodi

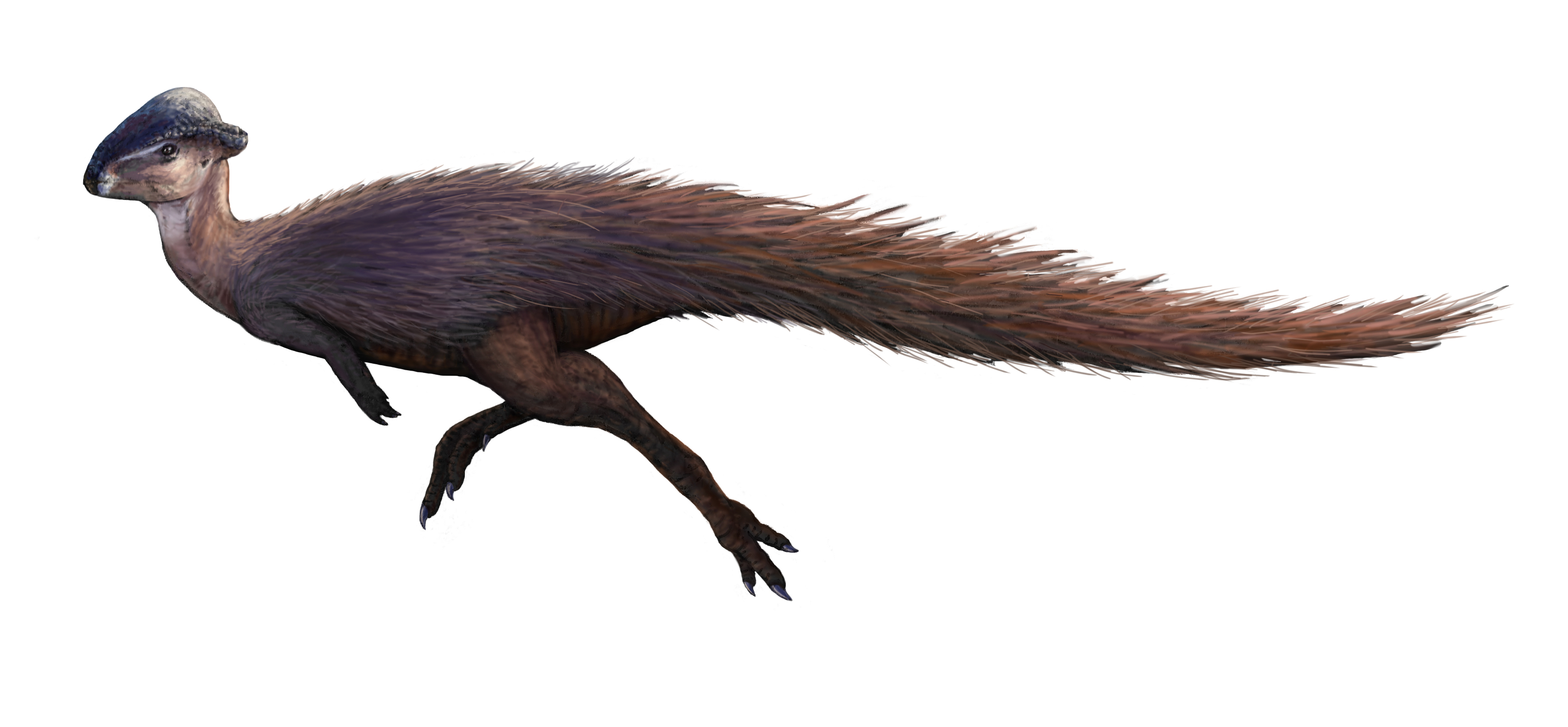
Stegoceras - rekonstrukce přibližného vzezření

- Hadrosauridae indet. (včetně ichnofosilií)
- Parasaurolophus cyrtocristatus[5]

Pachycefalosauři
- Stegoceras novomexicanum

Teropodi
- Bistahieversor sealeyi[6]
- Dromaeosauridae indet.
- Ornithomimidae indet.
- Troodontidae indet.